# 가평군의 향토문화재
가평군의 향토문화재는 가평군 내에 있는 문화재로서「문화재보호법」또는「경기도 문화재보호 조례」에 따라 문화재로 지정되지 아니한 것 중 가평군수가 향토문화 보존에 필요하다고 인정되어 지정한 것을 말하며, 그 유형은 다음 각 호와 같다.
1. 유형문화재: 건조물, 전적(典籍), 서적(書跡), 고문서, 회화, 조각, 공예품, 고고자료(考古資料) 등 유형의 문화적 소산으로서 향토문화 보존에 필요한 것
2. 무형문화재: 연극, 음악, 무용, 놀이, 의식, 공예기술 등 무형의 문화적 소산으로서 향토문화의 보존에 필요한 것
3. 기념물: 절터, 옛무덤, 조개무덤, 성터, 궁터, 가마터, 유물포함층 등의 사적지(史蹟地)와 동물(서식지, 번식지, 도래지를 포함한다), 식물(자생지를 포함한다), 지형, 광물, 동굴, 지질, 생물학적 생성물 및 특별한 자연지형으로서 향토문화의 보존에 필요한 것
4. 민속자료: 의식주, 생업, 신앙 등에 관한 풍속이나 관습과 이에 사용되는 의복, 기구, 가옥 등으로서 향토문화 보존상 필요한 것

## 지정 목록
| 번호   | 그림 | 명칭                                | 소재지                             | 관리자           | 지정·해제일자                                                              | 비고 |
| ------ | ---- | ----------------------------------- | ---------------------------------- | ---------------- | -------------------------------------------------------------------------- | ---- |
| 1호    |      | 화담당경화탑 (華潭堂敬和塔)         | 가평군 조종면 운악청계로589번길 73 | 현등사           | 1986년 5월 2일 지정                                                        |      |
| 2호    |      | 가평향교 (加平鄕校)                 | 가평군 가평읍 읍내리 551-2         | 경기도향교재단   | 1986년 5월 2일 지정                                                        |      |
| 3호    |      | 경현단 (景賢壇)                     | 가평군 설악면 선촌리 장석마을      | 미원서원보존회   | 1986년 5월 2일 지정                                                        |      |
| 4호    |      | 현등사 (懸燈寺)                     | 가평군 하면 운악청계로589번길 73   | 현등사           | 1986년 5월 2일 지정                                                        |      |
| 5호    |      | 강영천 효자문 (姜永天 孝子門)       | 가평군 북면 적목리 논남마을        | 송영한           | 1986년 5월 2일 지정                                                        |      |
| 6호    |      | 중종대왕 태봉 (中宗大王 胎峰)       | 가평군 가평읍 상색리 산310         | 국립중앙박물관   | 1986년 5월 2일 지정                                                        |      |
| 7호    |      | 잠곡서원지 (潛谷書院址)             | 가평군 청평면 청평리 140-117       | -                | 1986년 6월 19일 지정, 2011년 6월 10일 해제, 경기도 기념물 제222호로 승격   |      |
| 8호    |      | 열부 나주정씨 정려각                | 가평군 가평읍 복장리 300-2         | 조규창           | 1986년 6월 19일 지정                                                       |      |
| 9호    |      | 장원한 정려각 (張遠翰 旌閭閣)       | 가평군 가평읍 금대리 143           | 안동장씨 종친회  | 1986년 6월 19일 지정                                                       |      |
| 10호   |      | 별묘 (別廟)                         | 경기 가평군 설악면 방일리 355      | 남상계           | 1986년 6월 19일 지정                                                       |      |
| 11호   |      | 연안이씨삼세비각 (延安李氏三世碑閣) | 가평군 상면 태봉리 산115-1         |                  | 1986년 6월 19일 지정, 2016년 5월 4일 해제, 경기도 기념물 제79호로 승격     |      |
| 12호   |      | 삼충단 (三忠壇)                     | 가평군 하면 하판리 488-1           | 가평군           | 1986년 6월 19일 지정                                                       |      |
| 13호   |      | 적목리 신앙유적지                   | 가평군 북면 적목리 산1-28          |                  | 1986년 12월 31일 지정, 2015년 12월 1일 해제, 가평 향토문화재 13-1호로 변경 |      |
| 13-1호 |      | 적목리 공동 생활유적                | 가평군 북면 적목리 산1-28          | 삼육대학교박물관 | 1986년 12월 31일 지정, 2015년 12월 1일 번호 및 명칭변경                    |      |
| 13-2호 |      | 적목리 공동 생활유적                | 가평군 북면 적목리 산1-28          | 삼육대학교박물관 | 2015년 12월 1일 지정                                                       |      |
| 14호   |      | 유몽인선생묘역                      | 가평군 가평읍 하색리 산80          | 교흥유씨종중     | 2017년 8월 21일 지정                                                       |      |

## 참고 문헌
- 가평군청 홈페이지 - 고시